# Canton de Machecoul-Saint-Même
Le canton de Machecoul-Saint-Même, précédemment appelé canton de Machecoul, est une circonscription électorale française, située dans le département de la Loire-Atlantique (région Pays de la Loire).
À la suite du redécoupage cantonal de 2014, les limites territoriales du canton sont remaniées. Le nombre de communes du canton passe de 6 à 15.

## Histoire
- De 1833 à 1848, les cantons de Legé et de Machecoul avaient le même conseiller général. Le nombre de conseillers généraux était limité à 30 par département[5].

- Par décret du 25 février 2014, le nombre de cantons du département est divisé par deux, avec mise en application aux élections départementales de mars 2015. Le canton de Machecoul est conservé et s'agrandit. Il passe de 6 à 15 communes[4].

- Le canton prend sa dénomination actuelle par décret du 24 février 2021[6].

## Représentation

### Conseillers d'arrondissement (de 1833 à 1940)
| Période                                  | Période | Identité                              | Étiquette       | Qualité |
| ---------------------------------------- | ------- | ------------------------------------- | --------------- | --- |
| 1833                                     | 1836    | Auguste Philippe Reliquet (1795-1852) |                 | Ancien notaire, propriétaire à Machecoul                                                                    |
| 1836                                     | 1852    | Alexandre Riou                        |                 | Maire de Machecoul                                                                                          |
|                                          |         |                                       |                 | |
|                                          | 1913    | M. de Beaurepaire                     |                 | |
| 1913                                     |         | Augustin Dutertre de La Coudre        | Droite          | Propriétaire terrien, maire de Machecoul, député (1937-1942)                                                |
|                                          |         |                                       |                 | |
| ?                                        | 1940    | Joseph Bouchaud                       | Union nationale | Maire de Paulx                                                                                              |
| 1940                                     |         |                                       |                 | Les conseils d'arrondissement ont été suspendus par la loi du 12 octobre 1940 et n'ont jamais été réactivés |
| Les données manquantes sont à compléter. |         |                                       |                 | |

### Conseillers généraux du canton de Machecoul de 1833 à 2015
| Période | Période      | Identité                                             | Étiquette        | Qualité |
| ------- | ------------ | ---------------------------------------------------- | ---------------- | --- |
| 1833    | 1836         | Jean Aimé Tardiveau                                  |                  | Médecin à Machecoul |
| 1836    | 1842         | Barnabé Ménard (1772-1843)                           |                  | Ancien négociant à Nantes |
| 1842    | 1852         | Vicomte Ernest François Paulin Théodore de Cornulier |                  | Propriétaire, ancien lieutenant de vaisseau conseiller municipal de Nantes |
| 1852    | 1860 (décès) | Alexandre Riou                                       |                  | Maire de Machecoul (1839-1848, 1852-1860), conseiller d'arrondissement |
| 1860    | 1867         | Paul François                                        |                  | Négociant à Angers, maire de Machecoul (1862-1870) |
| 1867    | 1871         | Léon Le Loup de la Billiais                          |                  | Propriétaire à Saint-Étienne-de-Mer-Morte |
| 1871    | 1907 (décès) | Henri Le Loup de la Biliais                          | Droite Royaliste | Propriétaire, maire de Machecoul (1871-1881, 1882-1907) Député (1876-1889 et 1896-1898)                                                                                                   |
| 1907    | 1913         | Augustin Dutertre de La Coudre                       | PRNS             | Propriétaire terrien Député (1937-1940) maire de Machecoul (1907-1944 et 1945) |
| 1919    | 1928 (décès) | Léon Le Loup de La Billiais (1873-1928)              | Droite Royaliste | Maire de Saint-Étienne-de-Mer-Morte Propriétaire du château de la Caraterie à Paulx |
| 1928    | 1940         | Augustin Dutertre de La Coudre                       | PRNS             | Propriétaire terrien Député (1937-1940) maire de Machecoul (1907-1944 et 1945) Nommé membre de la Commission administrative départementale en 1941 Nommé conseiller départemental en 1943 |
|         |              |                                                      |                  | |
| 1945    | 1970         | Jean Allard de Grandmaison (neveu du précédent)      | CNIP             | Ancien courtier en assurances Député (1958-1962) Maire de Machecoul (1953-1970) |
| 1970    | 1994         | Robert Girard                                        | DVD              | Maire de La Marne (1953-2001) |
| 1994    | 2001         | Marie-Renée Julien-Bordron                           | RPR              | Présidente de la Société des courses de Machecoul |
| 2001    | 2008         | Rogatien Foucher                                     | UDF              | Chef d'entreprise Conseiller municipal de Machecoul Président de la Communauté de Communes de la Région de Machecoul                                                                      |
| 2008    | 2015         | Jean Charrier                                        | DVG              | Professeur Maire de Saint-Mars-de-Coutais depuis 2001 |

### Conseillers départementaux à partir de 2015
| Période élective | Période élective | Mandat | Mandat   | Identité       | Nuance | Nuance | Qualité |
| ---------------- | ---------------- | ------ | -------- | -------------- | ------ | ------ | --- |
| 2015             | 2021             | 2015   | 2021     | Jean Charrier  |        | DVG    | Professeur Maire de Saint-Mars-de-Coutais Président de la Communauté de Communes de la Région de Machecoul Vice-Président aux mobilités |
| 2015             | 2021             | 2015   | 2021     | Karine Fouquet |        | DVG    | Commerciale Conseillère municipale de Chéméré puis de Chaumes-en-Retz                                                                   |
| 2021             | 2028             | 2021   | en cours | Jean Charrier  |        | DVG    | 2e vice-président du conseil départemental, chargé de la solidarité et de la cohésion des territoires                                   |
| 2021             | 2028             | 2021   | en cours | Karine Fouquet |        | DVG    | Conseillère sortante |

### Résultats détaillés

#### Élections de mars 2015
À l'issue du 1er tour des élections départementales de 2015, deux binômes sont en ballottage : Jean Charrier et Karine Fouquet (DVG, 45,33 %) et Jean-Raymond Audion et Fabienne Merceron (Union de la Droite, 30,83 %). Le taux de participation est de 52,67 % (14 407 votants sur 27 351 inscrits) contre 50,7 % au niveau départemental et 50,17 % au niveau national.
Au second tour, Jean Charrier et Karine Fouquet (DVG) sont élus avec 55,16 % des suffrages exprimés et un taux de participation de 49,13 % (6 813 voix pour 13 445 votants et 27 366 inscrits).

#### Élections de juin 2021
Le premier tour des élections départementales de 2021 est marqué par un très faible taux de participation (33,26 % au niveau national). Dans le canton de Machecoul-Saint-Même, ce taux de participation est de 29,45 % (9 035 votants sur 30 675 inscrits) contre 31,09 % au niveau départemental. À l'issue de ce premier tour, deux binômes sont en ballottage : Jean Charrier et Karine Fouquet (DVG, 48,97 %) et Sandrine Joubert et Gaëtan Léauté (DVD, 33,37 %).
Le second tour des élections est marqué une nouvelle fois par une abstention massive équivalente au premier tour. Les taux de participation sont de 34,36 % au niveau national, 32,4 % dans le département et 29,75 % dans le canton de Machecoul-Saint-Même. Jean Charrier et Karine Fouquet (DVG) sont élus avec 54,18 % des suffrages exprimés (4 610 voix pour 9 128 votants et 30 678 inscrits),,. 

## Composition

### Composition avant 2015

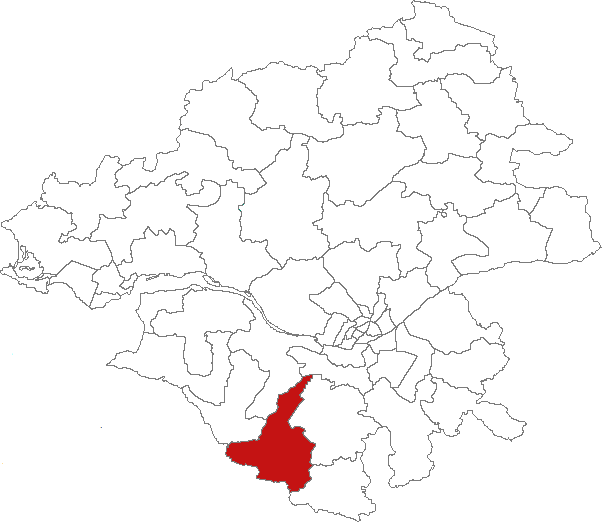
Situation du canton de Machecoul dans le département de la Loire-Atlantique avant 2015.

Le canton regroupait six communes.
| Nom                        | Code Insee | Codepostal | Superficie (km2) | Population (dernière pop. légale) | Densité (hab./km2) |
| -------------------------- | ---------- | ---------- | ---------------- | --------------------------------- | ------------------ |
| Machecoul (chef-lieu)      | 44087      | 44270      | 66,62            | 6 013 (2012)                      | 90                 |
| La Marne                   | 44090      | 44270      | 17,80            | 1 367 (2012)                      | 77                 |
| Paulx                      | 44119      | 44270      | 35,92            | 1 938 (2012)                      | 54                 |
| Saint-Étienne-de-Mer-Morte | 44157      | 44270      | 27,33            | 1 590 (2012)                      | 58                 |
| Saint-Mars-de-Coutais      | 44178      | 44680      | 34,67            | 2 558 (2012)                      | 74                 |
| Saint-Même-le-Tenu         | 44181      | 44270      | 18,27            | 1 169 (2012)                      | 64                 |

### Composition depuis 2015
Lors du redécoupage de 2014, le canton de Machecoul comprenait quinze communes entières.
À la suite de la création des communes nouvelles de Machecoul-Saint-Même, Villeneuve-en-Retz et Chaumes-en-Retz au 1er janvier 2016, le canton compte désormais douze communes entières et une fraction.
| Nom                                          | Code Insee | Intercommunalité             | Superficie (km2) | Population (dernière pop. légale)              | Densité (hab./km2) | Modifier                                    |
| -------------------------------------------- | ---------- | ---------------------------- | ---------------- | ---------------------------------------------- | ------------------ | ------------------------------------------- |
| Machecoul-Saint-Même (bureau centralisateur) | 44087      | CC Sud Retz Atlantique       | 84,89            | 7 665 (2022)                                   | 90                 | modifier les données · modifier les données |
| Chaumes-en-Retz                              | 44005      | CA Pornic Agglo Pays de Retz | 76,55            | Fraction : 2 791 (2022) Commune : 7 288 (2022) | 95                 | modifier les données · modifier les données |
| Cheix-en-Retz                                | 44039      | CA Pornic Agglo Pays de Retz | 8,34             | 1 172 (2022)                                   | 141                | modifier les données · modifier les données |
| La Marne                                     | 44090      | CC Sud Retz Atlantique       | 17,80            | 1 578 (2022)                                   | 89                 | modifier les données · modifier les données |
| Paulx                                        | 44119      | CC Sud Retz Atlantique       | 35,92            | 2 042 (2022)                                   | 57                 | modifier les données · modifier les données |
| Port-Saint-Père                              | 44133      | CA Pornic Agglo Pays de Retz | 32,57            | 3 046 (2022)                                   | 94                 | modifier les données · modifier les données |
| Rouans                                       | 44145      | CA Pornic Agglo Pays de Retz | 37,73            | 3 272 (2022)                                   | 87                 | modifier les données · modifier les données |
| Saint-Étienne-de-Mer-Morte                   | 44157      | CC Sud Retz Atlantique       | 27,33            | 1 764 (2022)                                   | 65                 | modifier les données · modifier les données |
| Saint-Hilaire-de-Chaléons                    | 44164      | CA Pornic Agglo Pays de Retz | 34,98            | 2 376 (2022)                                   | 68                 | modifier les données · modifier les données |
| Saint-Mars-de-Coutais                        | 44178      | CC Sud Retz Atlantique       | 34,67            | 2 644 (2022)                                   | 76                 | modifier les données · modifier les données |
| Sainte-Pazanne                               | 44186      | CA Pornic Agglo Pays de Retz | 41,56            | 7 209 (2022)                                   | 173                | modifier les données · modifier les données |
| Villeneuve-en-Retz                           | 44021      | CA Pornic Agglo Pays de Retz | 73,68            | 5 004 (2022)                                   | 68                 | modifier les données · modifier les données |
| Vue                                          | 44220      | CA Pornic Agglo Pays de Retz | 19,51            | 1 716 (2022)                                   | 88                 | modifier les données · modifier les données |
| Canton de Machecoul-Saint-Même               | 4410       |                              |                  | 42 279 (2022)                                  |                    | modifier les données                        |

## Démographie

### Démographie avant 2015
| 1962  | 1968  | 1975  | 1982   | 1990   | 1999   | 2006   | 2011   | 2012   |
| ----- | ----- | ----- | ------ | ------ | ------ | ------ | ------ | ------ |
| 9 485 | 9 641 | 9 670 | 10 500 | 10 873 | 11 483 | 13 594 | 14 445 | 14 635 |

### Démographie depuis 2015
En 2022, le canton comptait 42 279 habitants, en évolution de +5,35 % par rapport à 2016 (Loire-Atlantique : +6,68 %, France hors Mayotte : +2,11 %).
| 2013   | 2018   | 2022   |
| ------ | ------ | ------ |
| 38 465 | 40 764 | 42 279 |